# Jean-Charles Nicolas de Larminat
Jean-Charles Nicolas, baron de Larminat, né le 13 juin 1777 à Verdun et mort le 9 octobre 1840 à Compiègne, est un forestier et homme politique français.

## Biographie
Jean-Charles Nicolas de Larminat naît le 13 juin 1777 à Verdun. Il est fils et petit-fils de commissaires des guerres et arsenaux. Appelé à service l’armée par la conscription, il participe aux affrontements dans le cadre de l’invasion anglo-russe de la Hollande et la seconde campagne d’Italie. La paix d'Amiens en 1802, il s’intéresse à la botanique et achète la charge de garde général à Verdun. Il évolue ensuite dans l’administration forestière : nommé garde général puis sous-inspecteur à Fontainebleau ; inspecteur à Rambouillet ; inspecteur à Fontainebleau. Dans cette dernière ville, il devient par ailleurs adjoint puis maire. En 1830, il permute avec son beau-frère Achille Marrier de Boisd'hyver pour convenances personnelles et devient ainsi inspecteur à Compiègne, où il décède le 9 octobre 1840,.

## Vie familiale
En 1807, de Larminat épouse la fille de Jean-Victor Marrier de Boisd’hyver. Il donne naissance à dix enfants : deux filles et huit fils dont deux deviennent forestiers.

## Bibliographique
- [Blais 1930] Roger Blais, « Le séjour en France d’un forestier danois en 1834-1835 », Revue des eaux et forêts, Berger-Levrault, 9e série, vol. 68,‎ 1930, p. 215-218 (ISSN 2020-258X, BNF 32858373, lire en ligne , consulté le 10 avril 2023)
- [Domet 1873] Paul Domet, Histoire de la forêt de Fontainebleau, Paris, Hachette, 1873, 404 p. (lire en ligne).
- [Polton 2012] Jean-Claude Polton, « Les grands forestiers de Fontainebleau. Un précurseur : le baron de Larminat (1815-1830) », La Voix de la forêt, Fontainebleau, Association des amis de la forêt de Fontainebleau,‎ 2012, p. 65-74 (lire en ligne  [PDF], consulté le 10 avril 2023)